# Benoît Nicolas
Benoît Nicolas (* 17. April 1977 in Brest) ist ein ehemaliger französischer Duathlet, der heute als Coach tätig ist. Er ist Europameister (2011, 2015), mehrfacher Staatsmeister (2012, 2013, 2014), Duathlon-Europameister (2015) und zweifacher Duathlon-Weltmeister (2014, 2017).

## Werdegang
Seine sportliche Karriere startete Benoît Nicolas in der Leichtathletik. Im 1500-Meter-Lauf wurde er in den drei aufeinander folgenden Jahren 1999 bis 2001 jeweils französischer Vizemeister seiner Altersklasse. 2004 errang er zudem den französischen Vizemeistertitel im Crosslauf.

### Duathlon-Europameister 2011 und 2015
Benoît Nicolas wurde 2011 Duathlon-Europameister.
In Parthenay wurde er 2012 Duathlon-Staatsmeister und 2013 konnte er die Französische Duathlon-Meisterschaft erneut für sich entscheiden.

### Duathlon-Weltmeister 2014
Im Mai 2014 wurde er in Spanien Duathlon-Weltmeister, nachdem er drei Jahre in Folge bei der WM den dritten Rang belegt hatte. Im Juni wurde er nach seinem Erfolg in den Vorjahren in Fourmies zum dritten Mal in Folge Duathlon-Staatsmeister.

In Oberösterreich wurde er im August Vizeeuropameister.
Im April 2015 wurde Benoît Nicolas Duathlon-Europameister und im Oktober in Australien ITU Vizeweltmeister Duathlon.

### Duathlon-Weltmeister 2017
In Kanada wurde der damals 40-Jährige im August 2017 nach 2014 erneut Duathlon-Weltmeister auf der Kurzdistanz. 2019 wurde er Fünfter bei der Europameisterschaft im Sprint-Duathlon.
Seit 2020 tritt Benoît Nicolas nicht mehr international in Erscheinung. Er ist auch als Coach tätig.

## Sportliche Erfolge
| Datum/Jahr    | Rang | Wettbewerb                                 | Austragungsort | Zeit     | Bemerkung                                                                     |
| ------------- | ---- | ------------------------------------------ | -------------- | -------- | ----------------------------------------------------------------------------- |
| 7. März 2020  | 25   | ETU Duathlon European Championships        | Punta Umbría   | 00:54:51 | Europameisterschaft Duathlon (5 km Laufen, 20 km Radfahren und 2,5 km Laufen) |
| 30. Juni 2019 | 5    | ETU Sprint Duathlon European Championships | Târgu Mureș    | 00:55:57 | Europameisterschaft Sprint-Duathlon                                           |
| 14. Juli 2018 | 11   | ITU Duathlon World Championships           | Fyn            | 01:40:24 |                                                                               |
| 19. Aug. 2017 | 1    | ITU Duathlon World Championships           | Penticton      | 01:54:05 |                                                                               |
| 29. Apr. 2017 | 2    | ETU Duathlon European Championships        | Soria          | 01:46:16 | Vizeeuropameister Duathlon                                                    |
| 4. Juni 2016  | 8    | ITU Duathlon World Championships           | Avilés         | 01:43:42 |                                                                               |
| 17. Apr. 2016 | 2    | ETU Duathlon European Championships        | Kalkar         | 01:47:37 | Duathlon-Vizeeuropameister, hinter Jorik Van Egdom                            |
| 17. Okt. 2015 | 2    | ITU Duathlon World Championships           | Adelaide       | 01:47:19 | ITU Duathlon-Vizeweltmeister                                                  |
| 13. Sep. 2015 | 2    | FRA Duathlon National Championships        | Gray           | 01:21:27 | Vizestaatsmeister – hinter Benjamin Choquert                                  |
| 25. Apr. 2015 | 1    | ETU Duathlon European Championships        | Alcobendas     | 02:03:02 | Duathlon-Europameister                                                        |
| 24. Aug. 2014 | 2    | ETU Duathlon European Championships        | Weyer          | 01:52:16 | Vizeeuropameister Duathlon beim Powerman Austria                              |
| 22. Juni 2014 | 1    | FRA Duathlon National Championships        | Fourmies       | 01:11:07 | Duathlon-Staatsmeister                                                        |
| 31. Mai 2014  | 1    | ITU Duathlon World Championships           | Pontevedra     | 01:50:18 | ITU Duathlon-Weltmeister                                                      |
| 27. Juli 2013 | 3    | ITU Duathlon World Championships           | Cali           | 01:45:46 |                                                                               |
| 23. Juni 2013 | 1    | FRA Duathlon National Championships        | Fourmies       | 01:11:31 | Staatsmeister Duathlon-Sprintdistanz                                          |
| 22. Sep. 2012 | 3    | ITU Duathlon World Championships           | Nancy          | 01:40:47 | [ 4 ]                                                                         |
| 2012          | 1    | FRA Duathlon National Championships        | Parthenay      |          | Duathlon-Staatsmeister                                                        |
| 24. Sep. 2011 | 3    | ITU Duathlon World Championships           | Gijón          | 01:51:30 | ITU Duathlon-Weltmeisterschaft                                                |
| 17. Apr. 2011 | 1    | ETU Duathlon European Championships        | Limerick       | 01:40:21 |                                                                               |
| 30. Apr. 2010 | 12   | ETU Duathlon European Championships        | Nancy          | 01:40:28 |                                                                               |